# Autostrada A150 (Franța)
Autostrada A150, sau A150, este o autostradă franceză care face parte din axa Le Havre - Rouen. Aceasta constituie legătura dintre A29, spre Le Havre, și nordul aglomerației rouennaise.
La început, această autostradă trebuia să lege orașele Paris, Rouen și Le Havre sub numele de A15, un proiect care a fost abandonat.
Construcția autostrăzii A150 a fost foarte lungă, fiind pusă în funcțiune în trei etape, la intervale de aproximativ 20 de ani!
Ultima secțiune (Barentin - Yvetot) a fost dată în folosință în 2015. Aceasta este concesionată către ALBEA.
Fosta conexiune către Barentin a fost declasată pe 19 iunie 2015. Aceasta fusese deja parțial desființată în timpul construcției prelungirii. Secțiunea rămasă a fost redenumită RN2050.
| De la Rouen până la ieșirea 3, secțiunea este gratuită, neconcesionată și gestionată de DIR Nord-Vest.        |                                                                                                 |              |
| RN1338 |                                                                                                 |              |
| A150 |                                                                                                 |              |
| 1 - Maromme                                                                                                   | Orașe deservite: Canteleu, Maromme (nod rutier parțial).                                        |              |
| | Limitare la 130 km/h (sens Yvetot > Rouen).                                                     |              |
| 2 - La Vaupalière                                                                                             | Orașe deservite: La Vaupalière, Saint-Jean-du-Cardonnay, Duclair, Canteleu, Maromme.            |              |
| | Zonă de servicii: Saint-Jean-du-Cardonnay (sens Rouen > Yvetot).                                |              |
| Intersecție                                                                                                   | Nod rutier între A151 și A150: Dieppe, Malaunay (nod rutier parțial).                           | A151         |
| 3 - Barentin                                                                                                  | Orașe deservite: Le Havre, Fécamp, Pavilly, Barentin.                                           | RD67         |
| De la ieșirea 3 până la ieșirea 4, secțiunea este cu taxă, în sistem închis, și concesionată companiei ALBEA. |                                                                                                 |              |
| | Viaductul peste Râul Austreberthe.                                                              |              |
| | Zonă de odihnă: La vallée d'Écalles (sens Yvetot > Rouen).                                      |              |
| | Punctul de taxare Bouville.                                                                     |              |
| 4 - Yvetot | Orașe deservite: Saint-Valery-en-Caux, Cany-Barville, Yvetot, Pavilly, Sainte-Marie-des-Champs. | RD6015 RD929 |
| De la ieșirea 4 până la A29, secțiunea este cu taxă, în sistem închis, și concesionată companiei SAPN.        |                                                                                                 |              |
| Intersecție                                                                                                   | Nod rutier între A29 și A150: Abbeville, Amiens, Boulogne-sur-Mer, Calais (nod rutier parțial). | A29 E44      |
| A150 |                                                                                                 |              |
| A29 |                                                                                                 |              |